# Eunidia nigrosignata
Eunidia nigrosignata là một loài bọ cánh cứng trong họ Cerambycidae.